# Alexandrine Friedrike Wilhelmine von Hanau
Alexandrine Friedrike Wilhelmine von Hanau (* 22. Dezember 1830 in Fulda; † 20. Dezember 1871 in Lindau (Bodensee)) war die unehelich geborene, zweitälteste Tochter des Kurfürsten Friedrich Wilhelm I. von Hessen-Kassel (1802–1875) und seiner erst späteren Ehefrau Gertrude, spätere Fürstin von Hanau und zu Hořowitz (1803–1882).
Kurprinz Friedrich Wilhelm lernte seine Frau kennen, als diese noch mit dem Leutnant Karl Michael Lehmann (1787–1882) verheiratet war, beging mit ihr Ehebruch, erreichte schließlich die Scheidung und heiratete sie 1831. Alexandrine Friedrike Wilhelmine wurde so zu einer Zeit geboren, als ihre Mutter noch eine verheiratete Lehmann war. Sie soll deshalb zunächst den Namen von Reifenberg getragen haben. Nach der Scheidung von ihrem ersten Mann und der Heirat mit dem Kurprinzen wurde Alexandrine Friedrike Wilhelmine von ihrem leiblichen Vater zur Gräfin Schaumburg und später zur Prinzessin von Hanau erhoben.
Am 12. Juni 1851 heiratete sie auf Schloss Wilhelmshöhe den Prinzen Felix zu Hohenlohe-Oehringen (* 1. März 1818; † 8. September 1900), der allerdings außer seinem Titel nicht viel in die Ehe mitbrachte und sich in ständiger Geldnot befand. Nachdem der Vater von Alexandrine 1866 als Kurfürst von den Preußen abgesetzt worden war, erhielt sie eine Rente in Höhe von 3.000 Talern aus dem Welfenfonds.
Sie lebte zuletzt in Heidelberg und Lindau, wo sie bei der Geburt ihres jüngsten Sohnes 1871 starb. 1884 wurde sie neben ihrer Mutter in Kassel beigesetzt.